# Água gaseificada

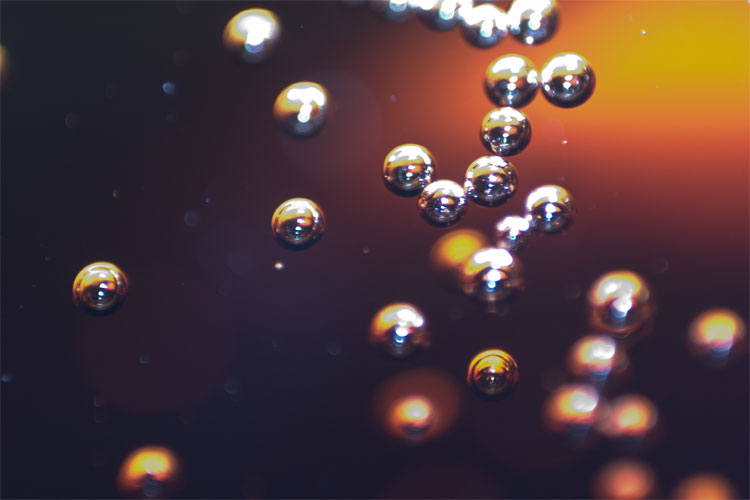
Bolhas de dióxido de carbono da água carbonatada.

Água gaseificada (ou água com gás) é água que contém dióxido de carbono (CO2) dissolvido, que é injetado artificialmente sob pressão ou decorrente de processos geológicos naturais. A carbonação causa a formação de pequenas bolhas, o que confere à água a qualidade de efervescente.

Água com gás mostrando sua carbonatação, que pode ser natural ou artificialmente introduzida

Águas gaseificadas contém minerais dissolvidos, sob a forma de iões, tais como: Sílica (
SiO2), Bicarbonato (
HCO−
3), Cloreto (
Cl−), Nitrato (
NO−
3), Sódio (
Na+), Cálcio (
Ca2+) e Magnésio (
Mg2+).

## Composição
As águas gaseificadas naturais e fabricadas industrialmente podem conter uma pequena quantidade de cloreto de sódio, citrato de sódio, bicarbonato de sódio, bicarbonato de potássio, citrato de potássio, ou sulfato de potássio, dependendo de sua produção. Isso ocorre naturalmente em águas minerais, mas são adicionados artificialmente às águas produzidas comercialmente para imitar um perfil de sabor natural e compensar a acidez da introdução do gás dióxido de carbono (que diminui em 5-6 o Ph da solução de ácido de carbono quando dissolvido na água).

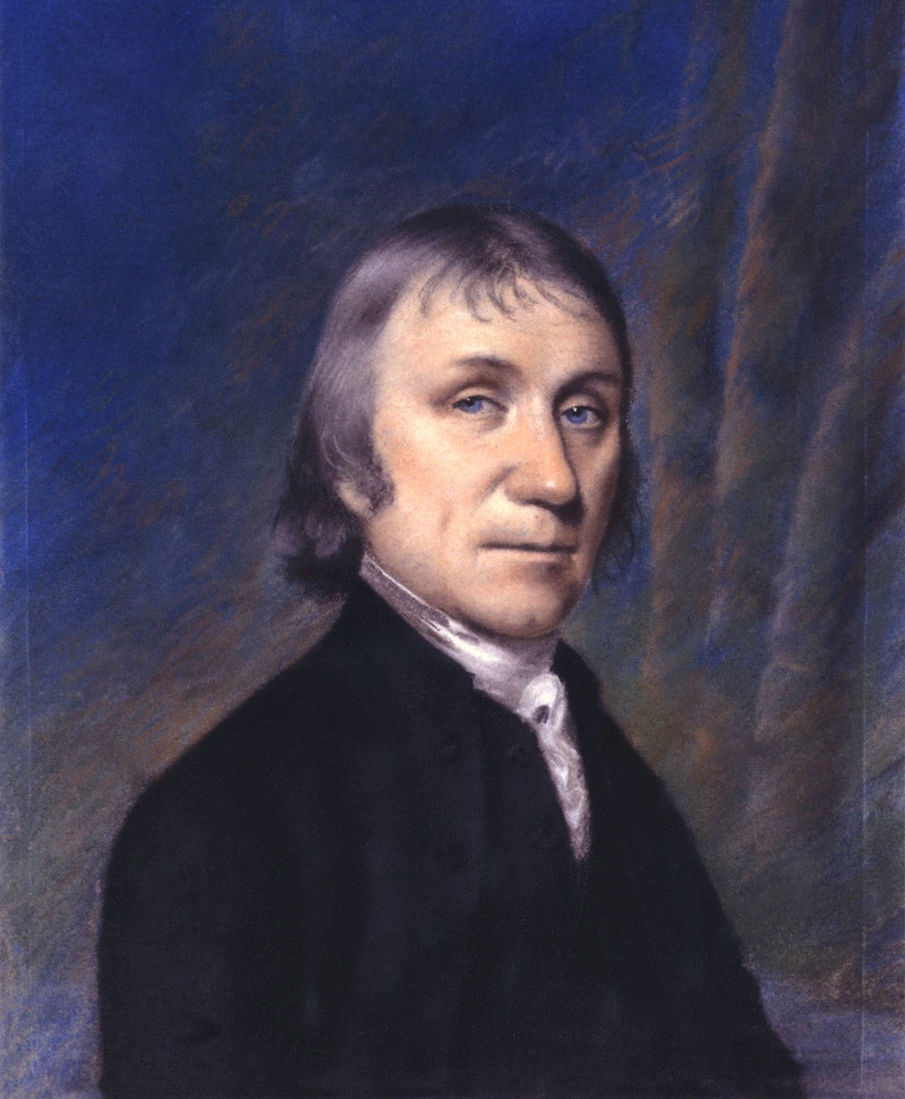
Joseph Priestley

## Efeitos na saúde
Por si só, a água gaseificada parece ter pouco ou nenhum impacto na saúde.
A água gaseificada ou a água com gás, é definida na lei dos EUA como um alimento de valor mínimo nutricional, mesmo que tenham sido adicionados minerais, vitaminas ou adoçantes artificiais.
A água gaseificada não parece ter qualquer efeito sobre a doença do refluxo gastroesofágico. Existem evidências de que a água gaseificada pode ajudar na obstipação entre pessoas que tiveram um AVC.

### Erosão ácida
Embora a água gaseificada seja algo ácida, esta acidez pode ser parcialmente neutralizada pela saliva.

## História

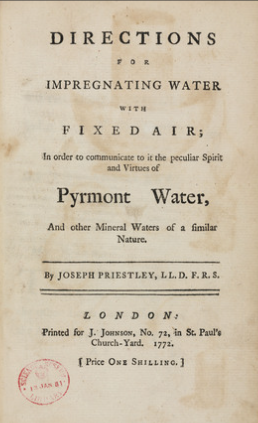
Capa do artigo de Joseph Priestley "Directions for impregnating water with fixed air", 1772

A história da água com gás parte da co-descoberta do oxigênio. Joseph Priestley, nascido na Inglaterra do século XVIII, foi o primeiro químico a provar que o oxigênio era essencial para a combustão e junto com o sueco Carl Scheele é creditado com a descoberta do oxigênio isolando o oxigênio em seu estado gasoso. Priestley chamou o gás de "ar deflogisticado", mais tarde renomeado como oxigênio por Antoine Lavoisier. Joseph Priestley também descobriu quatro outras fases de gases, a do ácido clorídrico, óxido nitroso (gás hilariante), monóxido de carbono e dióxido de enxofre.
Em 1767, o próprio Joseph Priestley inventou o primeiro copo de água com gás. Vendo sua invenção, criou o artigo "Directions for Impregnating Water with Fixed Air", que explicava como fazer água gaseificada. 
O aparato de Priestley, que era muito semelhante ao inventado por Henry Cavendish cinco anos antes, apresentava uma bexiga entre o gerador e o tanque de absorção para regular o fluxo de dióxido de carbono, e logo foram desenvolvendo outros tipos, mas foi só em 1781 que a água carbonada começou a ser produzida em larga escala com o estabelecimento de empresas especializadas na produção de água mineral artificial. 

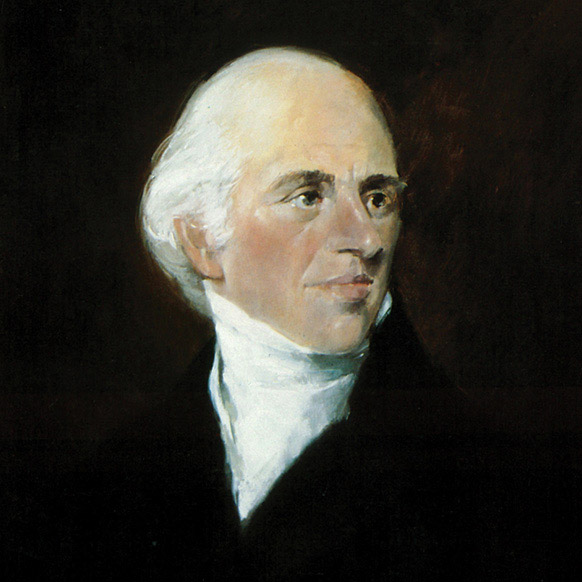
Jacob Schweppes (Witzenhausen, 1749 — Genebra, 1821)

Então, outras pessoas começaram a fazer história com base nas invenções de Priestley. Um deles foi Jacob Schweppes, um joalheiro alemão e cientista amador, que desenvolveu um método para produzir água gaseificada em escala comercial, e fundou uma empresa em Genebra. Ele mudou-se ao Reino Unido e a primeira fábrica da então formada empresa "J. Schweppe & Co" inaugurou no ano de 1792, em Londres, produzindo assim, em larga escala, o refrigerante Schweppes Soda.
Desde então, é possível desfrutar da água com gás e de todos seus derivados.

## Usos

### Refrigerantes
A água carbonada é um ingrediente-chave em refrigerantes, bebidas que normalmente consistem em água com gás, um adoçante e um aromatizante como cola, gengibre ou cítricos.
Água carbonada simples ou água mineral com gás é frequentemente consumida como uma alternativa aos refrigerantes. O club soda (um dos principais ingredientes dos refrigerantes) é a água gaseificado à qual foram adicionados compostos como bicarbonato de sódio ou sulfato de potássio. 
Muitos fabricantes produzem produtos de água com gás não adoçado que são levemente aromatizados pela adição de ingredientes aromáticos, como óleos essenciais, como a marca LaCroix, muito famosa ao redor do mundo. A água carbonada é frequentemente misturada com suco de fruta para fazer bebidas alcoólicas e não alcoólicas.

### Bebidas Alcoólicas
A água carbonada é um diluente misturado também com bebidas alcoólicas, sendo usada para completar a bebida e fornecer gás. 

### Removedora de manchas
O gás dissolvido na água gaseificada age como um surfactante (ou, tensioativo) temporário, sendo recomendada como um item doméstico para a remoção de manchas, particularmente as do vinho tinto. Ela pode também, com adição de detergente, tirar manchas recentes de tapetes e outros tecidos.